# Du gamla, Du fria
Du gamla, Du fria, în română tu vechiul, tu liberul, este imnul Suediei.

## Textul în limba suedeză
Du gamla, Du fria, Du fjällhöga nord
Du tysta, Du glädjerika sköna!
Jag hälsar Dig, vanaste land uppå jord,
/:Din sol, Din himmel, Dina ängder gröna:/
Du tronar på minnen från fornstora dar,
då ärat Ditt namn flög över jorden.
Jag vet att Du är och Du blir vad du var.
/:Ja, jag vill leva jag vill dö i Norden:/
Jag städs vill dig tjäna mitt älskade land,
din trohet till döden vill jag svära.
Din rätt, skall jag värna, med håg och med hand,
/:din fana, högt den bragderika bära.:/
Med Gud skall jag kämpa, för hem och för härd,
för Sverige, den kära fosterjorden.
Jag byter Dig ej, mot allt i en värld
/:Nej, jag vill leva jag vill dö i Norden.:/